# Dactylopsis
Dactylopsis là chi thực vật có hoa trong họ Aizoaceae.